# Ilmari Manninen
Ilmari Justus Andreus Manninen (Viborg, 1894. szeptember 2. – Helsinki, 1935. június 14.) finn etnográfus, múzeumigazgató, a tárgyi néprajz kutatója. 1922 és 1928 között Észtországban működött, az ész néprajz megalapozója volt.

## Élete
Az Orosz Birodalomhoz tartozó Finn Nagyhercegség Viborg, finn nevén Vilpuri városában született.
Doktori értekezését még a folklór tárgyköréből készítette (1922), de hamarosan a tárgyi néprajz került érdeklődése és tudományos tevékenységének középpontjába. 1922-ben megbízták a Tartuban létrehozott Észt Nemzeti Múzeum rendezésével, melynek 1928-ig volt igazgatója. Ebben a minőségében néprajzi gyűjtőutakat szervezett, melyeken maga is részt vett, irányította az összegyűjtött anyag rendszerező munkáit, egyetemi előadásaival pedig jelentősen hozzájárult az észt néprajzosok képzéséhez.
1929-ben hazatért és Helsinkiben az egyetem docense, illetve a Finn Nemzeti Múzeumban a néprajzi osztály vezetője lett. Folytatta az észt néprajzi anyag feldolgozását, de ekkor már összehasonlító néprajzzal is foglalkozott. Tudományos munkássága egyes (főként északkelet-európai) finnugor népek tárgyi műveltségének kutatására, rendszerbe foglalására irányult. Fő munkáit az észtek és más finnugor rokon nyelvűnépek tárgyi néprajzáról készítette.
A főművének tekintett Die Sachkultur Estlands első kötete (1931) a gyűjtögető gazdálkodás, második kötete (1933) a termelő gazdálkodás és az építkezés témakörét foglalja össze. A harmadik kötetet már nem volt ideje befejezni. Közép-európai és balkáni tanulmányútjának utolsó állomása Magyarország volt; innen hazaérkezése után, 1935 nyarán váratlanul elhunyt.

## Fontosabb munkáiból
- Die dämonischen Krankheiten im finnischen Volksaberglauben (1922). Doktori értekezés az észak-karjalai folklór tárgyköréből
- Etnograafiline sőnastik (1925). Az észt néprajzi terminológiát magyarázó kis szótár
- Eesti rahvariiete ajalugu (Tartu, 1927). Az észt népviselet egész területére kiterjedő, észt nyelven írt monográfia
- Suomensukuiset Kansat (Porvoo, 1929)
- Soome sugu rahvad (1929). Az észt és a finn kiadás után németül is megjelent (Die finnisch-ugrischen Völker, 1932)
- Die Sachkultur Estlands (Tartu, I. 1931, II. 1933)
- Esineellinen kansatiede (a Suomen suku című sorozat III. kötet, Helsinki, 1934). Összefoglalás az északkelet-európai finnugor népek tárgyi néprajzáról